# St. Sebastian (Heister)
Die katholische Kapelle St. Sebastian in Heister, einem Ortsteil der Stadt Unkel im Landkreis Neuwied in Rheinland-Pfalz, wurde 1753 errichtet. Die Kapelle an der Sebastianstraße ist ein geschütztes Kulturdenkmal.

## Geschichte
Ab der zweiten Hälfte des 12. Jahrhunderts hatte die Abtei Deutz Besitz in Heister, der bis zur Säkularisation erhalten blieb. Der Ort gehörte seit alters her zum Kirchspiel Erpel.

## Architektur
Die dem heiligen Sebastian geweihte Saalkirche ist 10,50 Meter lang und sechs Meter breit, sie wird mit einem dreiseitigen Chor geschlossen. Die linke Traufseite besitzt keine Fenster und die zwei Fenster der rechten Längsseite wurden 1949 mit Glasmalereien versehen. 1948 wurde eine Sakristei angebaut. Über dem rundbogigen Portal befindet sich ein ovales Fenster. Im Innern wird die Kapelle von einer Holztonne gedeckt.
Der verschieferte Dachreiter mit spitzem Helm wird von einem Dachknauf und einem Kreuz bekrönt. Seit 1970 befindet sich eine zweite Glocke in der sechseckigen Glockenstube des Dachreiters.

## Ausstattung
Im Jahr 2008 kehrte die Madonnenfigur aus dem Neuwieder Roentgen-Museum in die Kapelle zurück. Die rheinische Skulptur wird auf Ende des 13. bzw. Anfang des 14. Jahrhunderts datiert.